# Open Graph Drawing Framework
Das Open Graph Drawing Framework (OGDF) ist eine umfangreiche C++-Klassenbibliothek zur automatisierten Visualisierung von Graphen. Neben vielen Layout-Algorithmen bietet es ebenfalls eigene Datenstrukturen für Graphen unterschiedlicher Art sowie Schnittstellen zum Lesen und Schreiben einiger bekannter Datenformate zur Repräsentation von Graphen.

## Bestandteile
Das Framework lässt sich im Groben in folgende Bereiche unterteilen:

### Allgemeine Datenstrukturen
Datenstrukturen zur Speicherung von allgemeinen Datentypen. Diese umfassen unter anderem:
- Verkettete Listen
- Arrays
- Heaps

### Graph-Datenstrukturen
Klassen zur Speicherung unterschiedlicher Arten von Graphen, ihren Knoten und Kanten und weiteren Helferklassen. Mit den Graphklassen können dargestellt werden:
- Allgemeiner Graph (gerichtet oder ungerichtet), Attribute zu einem Graph (Beschriftungen, Knoten-Koordinaten, weitere grafische Attribute, …)
- Kombinatorische Einbettung eines planaren Graphs
- Dualgraph zu einer kombinatorischen Einbettung
- Graphreduktion, Graph-Clusterisierung
- Hypergraph

### Layout-Algorithmen
Diverse Algorithmen zur Visualisierung (Layoutgenerierung) von Graphen. Diese umfassen:
- Orthogonale und geradlinige Layouts
- Multilevel-Layouts (z. B. FM³)
- Kräftebasierte Layouts (z. B. Spring Embedder, GEM, Simulated Annealing)
- Aufwärts-Layouts (z. B. Sugiyama)
- Planare Layouts
- Baumlayouts

### Module
In Modulen sind wiederverwendbare Algorithmen ausgelagert, welche von den einzelnen Layoutalgorithmen verwendet werden.

### Unterstützte Dateiformate für Graphen
Als Schnittstelle zum Lesen und Schreiben von Graphen unterstützt OGDF unter anderem folgende Dateiformate:
- DOT
- GEXF (Graph Exchange XML Format) von Gephi
- Graph Modelling Language (GML)
- GraphML
- LEDAs natives Format für Graphen[5]
- Rudy
- TLP von Tulip
- YGF, das Y-Graph-Format